# Asanare (medicină)
Asanarea (din latina ad = către, aproape, lângă + sanare = a face sănătos) sau sanitația  (din latina sanitas = sănătate sau sanus = sănătos) este un ansamblu de măsuri igienice comunitare sau individuale menite să elimine din mediu factorii nocivi sănătății sau unui agent patogen în scopul prevenirii apariției maladiilor în cadrul unei comunități, respectiv al creării unor condiții de mediu favorabile sănătății. Poate avea drept obiect mediul natural, o localitate sau regiune, locul de muncă, locuința (eliminarea sau reducerea riscurilor de sănătate asociate cu alimentarea cu apă, colectarea, stocarea, tratarea și eliminarea  urinei și materiilor fecale, deșeurilor solide, lichide, medicinale sau radioactive, prafurilor, gazelor, vaporilor, înlăturarea munițiilor neexplodate, controlul rozătoarelor și insectelor sau a altor agenți nocivi și patogeni) sau organismul uman în scopul eliminării unui focar de infecție (ex.: dentar, amigdalian, gastrointestinal etc.) și evitării răspândirii infecțiilor (profilaxie colectivă în cursul epidemiilor, dezinfecție și dezinfestare împotriva purtătorilor de boli, carantină sanitară  și izolare).  Astfel prin asanarea (secarea) bălților s-a reușit eradicarea paludismului în numeroase localități situate în regiuni mlăștinoase și lacustre.
Conform Organizației Mondiale a Sănătății "Asanarea se referă în general la furnizarea de instalații și servicii în scopul colectării și evacuării în siguranță a urinei și materiilor fecale umane. Asanarea inadecvată este o cauza majoră a maladiilor la nivel mondial iar îmbunătățirea asanării are un impact benefic semnificativ asupra sănătății atât la nivelul gospodăriilor individuale cât și la nivelul comunităților. Termenul "asanare"  se referă de asemenea la menținerea condițiilor de igienă, prin intermediul unor servicii, cum ar fi colectarea gunoiului și epurării apelor uzate."
O parte din activitățile de asanarea a unei localități este efectuată de către serviciile de salubrizare urbană sau rurală. Salubritatea (salubrizarea) este un ansamblu de măsuri de ordin tehnic și administrativ pentru întreținerea igienei și curățenii unei localități (întreținerea permanentă a curățeniei străzilor; strângerea, evacuarea și depozitarea sau distrugerea gunoaielor; asanarea terenurilor cu umiditate excesivă etc.) Buna salubritate a unui oraș contribuie la păstrarea unui mediu nealterat în ecosistemele umane. În acest scop sunt înființate servicii de salubrizare de către autorităților administrației publice locale care desfășoară următoarelor activități de salubritate: precolectarea, colectarea și transportul deșeurilor municipale, inclusiv ale deșeurilor toxice și periculoase din deșeurile menajere, cu excepția celor cu regim special; sortarea deșeurilor municipale; organizarea prelucrării, neutralizării și valorificării materiale și energetice a deșeurilor; depozitarea controlată a deșeurilor municipale; înființarea depozitelor de deșeuri și administrarea acestora; măturatul, spălatul, stropirea și întreținerea căilor publice; curățarea și transportul zăpezii de pe căile publice și menținerea în funcțiune a acestora pe timp de polei sau de îngheț; colectarea cadavrelor animalelor de pe domeniul public și predarea acestora unităților de ecarisaj; colectarea, transportul, depozitarea și valorificarea deșeurilor voluminoase provenite de la populație, instituții publice și agenți economici, neasimilabile celor menajere (mobilier, deșeuri de echipamente electrice și electronice etc.); colectarea, transportul și neutralizarea deșeurilor animaliere provenite din gospodăriile populației; colectarea, transportul și depozitarea deșeurilor rezultate din activități de construcții și demolări; dezinsecția, dezinfecția și deratizarea.
În hidrologie, construcții și agricultură asanarea (sau desecarea) este un ansamblu de lucrări  hidrotehnice  executate pe zone întinse ce au ca obiectiv eliminarea excesului de apă din solul unui teren umed, în scopuri tehnico-economice (pentru a-l face cultivabil sau apt pentru construcții), de salubritate și estetice.

## Legături externe
- „asanare” la DEX online
- assainissement. Dictionnaire médical de l'Académie de Médecine
- assainissement. Dictionnaires Larousse
- assainissement. Encyclopédie Larousse
- assainissement. Trésor de la Langue Française des XIXe et XXe siècles en 16 volumes et 1 supplément (1789-1960) / Sous la dir. de Bernard Quemada. Paris : Éd. du CNRS, 1971 - 1994.
- Sanitation. World Health Organization (WHO)
- Water sanitation hygiene. World Health Organization (WHO)
- Sanitation. Fact sheet. World Health Organization (WHO)